# Nazionale maschile di rugby a 15 del Galles
(Ian Kirkpatrick, ex rugbista neozelandese)
La Nazionale gallese di rugby a 15 (ingl. Wales national rugby union team; gall. Tîm rygbi'r undeb cenedlaethol Cymru) è la squadra nazionale maschile di rugby a 15 che rappresenta il Galles in ambito internazionale. Insieme a Inghilterra, Francia, Irlanda, Scozia e Italia partecipa al Sei Nazioni, torneo che fin dall'origine ha vinto in totale 39 volte (record assoluto), la più recente delle quali nel 2021. 
Ha inoltre preso parte a tutte le edizioni della Coppa del Mondo dall'edizione del 1987.
La Nazionale opera sotto la giurisdizione della federazione rugbistica gallese, la Welsh Rugby Union, istituita nel 1881. In quello stesso anno il Galles disputò il suo primo incontro internazionale, contro l'Inghilterra.
Nella lunga storia rugbistica del Galles spiccano due periodi d'oro: il primo, dal 1900 al 1911, vide, oltre al dominio nell'Home Nations Championship (denominazione dell'epoca del Sei Nazioni), la vittoria per 3-0 contro la Nuova Zelanda al Cardiff Arms Park nella prima partita tra i due Paesi (1905). Il secondo, dal 1969 al 1982, registrò 8 vittorie nel torneo delle Cinque Nazioni con 4 Grandi Slam.
Nella Coppa del Mondo di rugby 1987, la prima edizione della storia, il Galles raggiunse la semifinale e poi vinse la finale per il terzo posto, fino ad oggi miglior risultato nella competizione. Nel 1999 il Galles ospitò la IV edizione di tale torneo (la prima dopo l'apertura al professionismo nel rugby a 15), vinto dall'Australia.
Lo stadio interno del Galles è il Millennium Stadium di Cardiff, completato nel 1999 in sostituzione del National Stadium al Cardiff Arms Park.
Dieci giocatori gallesi fanno parte dell'International Rugby Hall of Fame e uno di essi, Gareth Edwards, è incluso anche nella World Rugby Hall of Fame.
Il 19 agosto 2019 diventa la quarta squadra a raggiungere la vetta del ranking mondiale, rimpiazzando la Nuova Zelanda che occupava il primo posto da 509 settimane.

## Storia

### I primi anni (1850-1919) e la nascita della Federazione

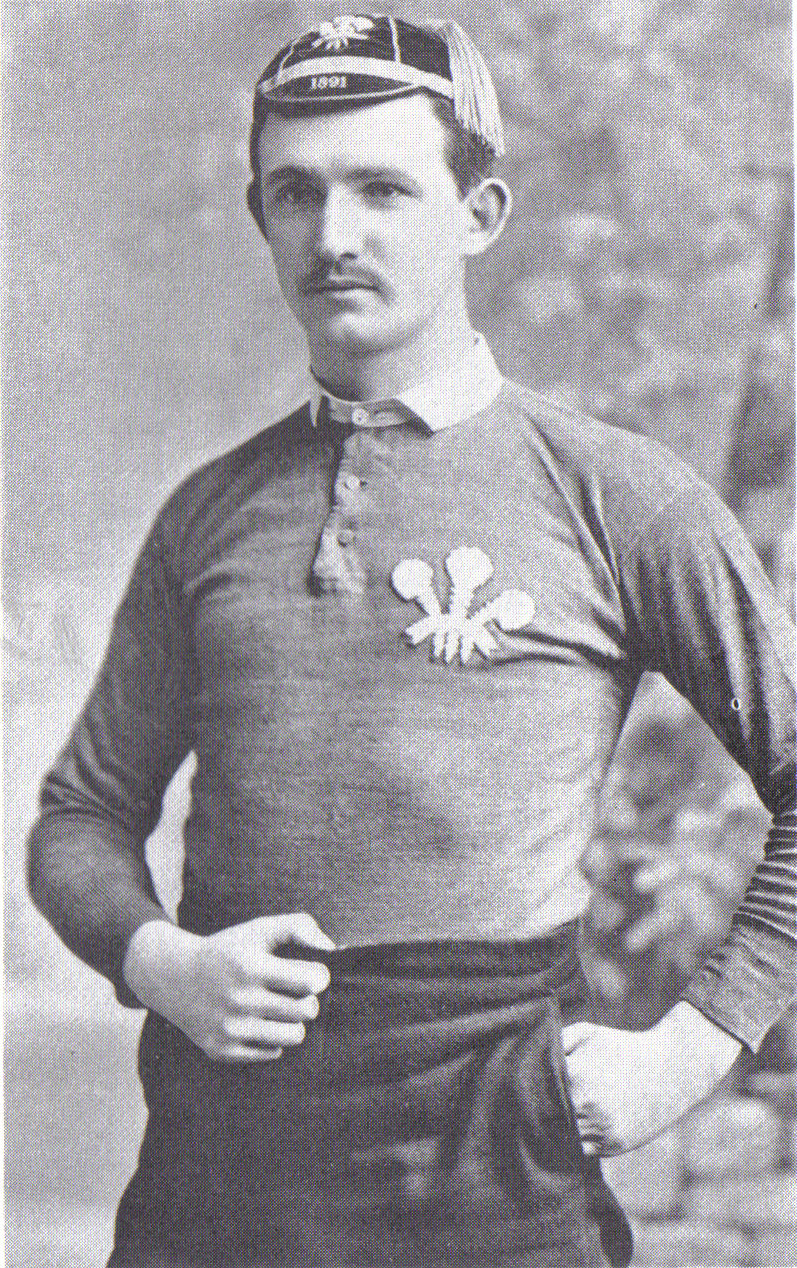
William McCutcheon, campione intorno al 1895.

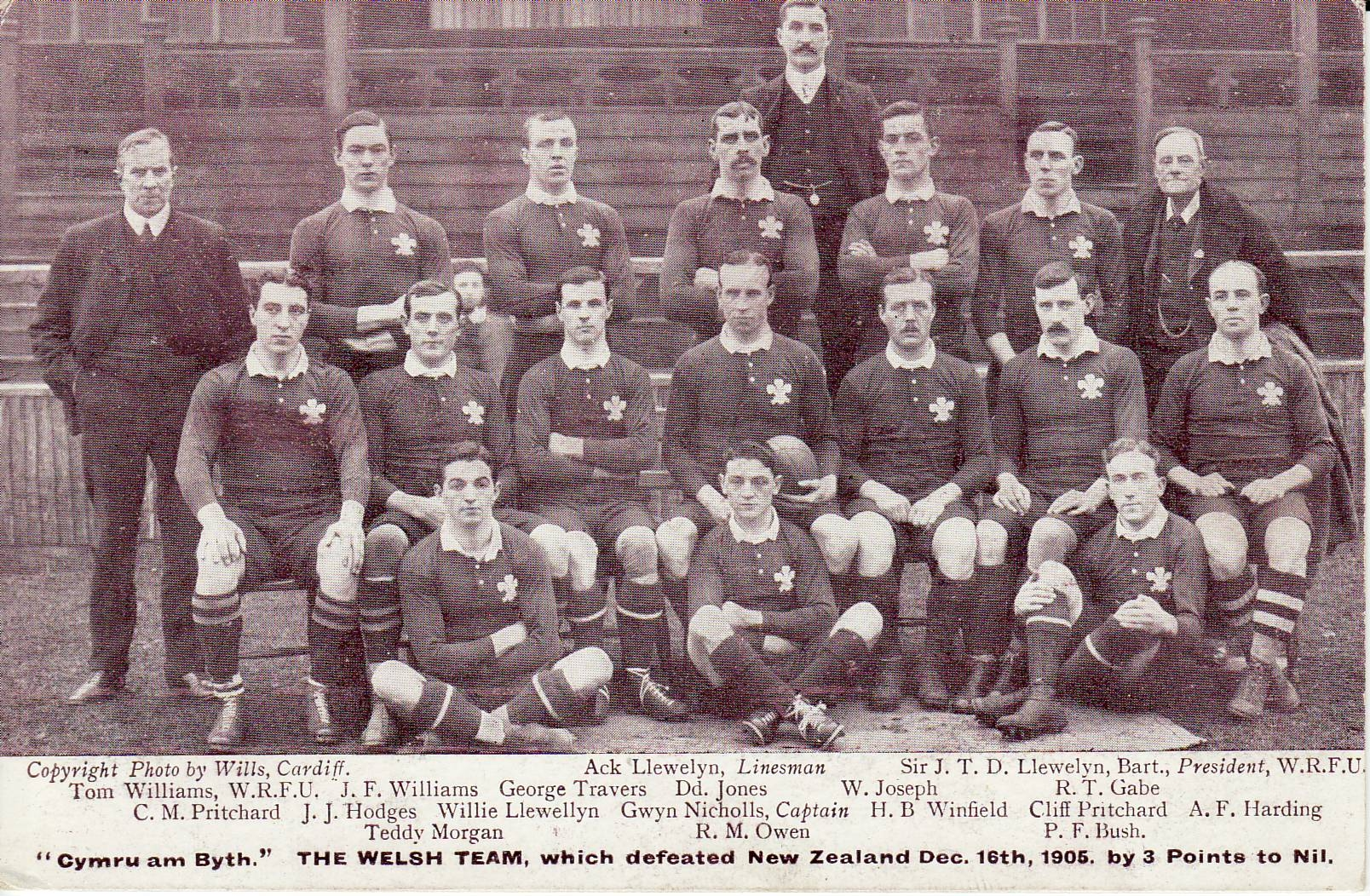
La selezione gallese che nel 1905 sconfisse la.

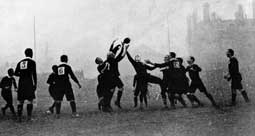
Una fase dell'incontro del 1905 contro la.

Il rugby XV prese piede in Galles nel 1850 quando il reverendo Rowland Williams diventò vicepreside dello st. David's College di Lampeter, dove introdusse questo sport. Il primo club gallese, il Neath, fu fondato nel 1871. Nel 1881 nacque la Welsh Rugby Union e con essa la prima rappresentativa nazionale gallese, che quel 19 febbraio disputò a Blackheat (Londra) il primo incontro della sua storia, una sconfitta contro l'Inghilterra. Gli inglesi vinsero per sette calci piazzati, un drop e sei mete a zero che, con il punteggio ufficialmente adottato di lì a poco significa 0-30.
L'anno seguente le quattro federazioni britanniche diedero vita all'Home Nation Championship (oggi Sei Nazioni) che vide la sua prima edizione nel 1883, senza alcuna vittoria da parte del Galles.
La disciplina, comunque, conobbe una rapida diffusione e, intorno al 1890, i gallesi svilupparono un nuovo tipo di formazione, chiamato Four Three-quarters (quattro tre quarti). Tale schema, che prevedeva otto avanti (i due piloni, il tallonatore, due seconde linee, due flanker e un numero 8) in luogo dei nove schierati fino a quel momento, rivoluzionò questo sport e fu, alfine, adottato universalmente a tutti i livelli. Tale fu anche lo schema con il quale il Galles vinse il suo primo Home Championship, nel 1893, con annessa anche la Triple Crown.
Il Galles rivinse il Championship nel 1900, dando avvio al primo periodo d'oro della sua storia rugbistica, che durò per tutto il decennio. Due Triple Crown giunsero nel 1902 e nel 1905, e di poco analoga prestazione fu mancata nelle edizioni 1901, 1903 e 1904.
Verso la fine del 1905 il Galles disputò il suo primo test match contro una Nazionale non appartenente alle isole britanniche, la Nuova Zelanda in tour nel Regno Unito, di scena per l'occasione all'Arms Park. Gli oceanici, più tardi noti col nome di Original All Blacks, nel corso di detto tour avevano già sconfitto in serie Inghilterra, Irlanda e Scozia. Prima dell'incontro gli All Blacks si produssero nella loro Haka, una danza maori, alla quale la folla di 47.000 spettatori rispose cantando Hen Wlad Fy Nhadau, prima volta in cui un inno nazionale fu eseguito per un evento sportivo.
L'ala gallese Teddy Morgan segnò per primo e portò il Galles sul 3 a 0. Durante la partita il neozelandese Bob Deans dichiarò di aver segnato una meta, ma di essere stato trascinato dietro la linea prima dell'arrivo dell'arbitro. Questi non concesse la meta e decise, al contrario, una mischia chiusa a favore della nazionale di casa. Il risultato non cambiò più fino alla fine e il Galles si impose 3 a 0. Quella sconfitta, l'unica sconfitta per gli All Blacks sui 35 incontri del tour, impedì tra l'altro agli oceanici di realizzare il Grande Slam contro le Isole Britanniche.
Nel 1906 il Galles vinse nuovamente l'Home Championship e, nel corso dell'anno, disputò il suo primo test match contro il Sudafrica. A dispetto delle premesse, gli Springboks si imposero 11 a 0. Due anni dopo, il 12 dicembre 1908, la nazionale gallese incontrò per la prima volta quella Australiana, battendola 9 a 6.
Una nuova vittoria nel Championship giunse nel 1909 e, con l'arrivo della Francia nel torneo interbritannico,l'Home Championship divenne Cinque Nazioni, con il Galles secondo in classifica.  Nel 1911 giunse anche il Grande Slam, impresa che non ripeté per quasi quattro decenni. Nel 1913 a Cardiff la Nazionale subì la prima sconfitta interna dal 1899, a opera dell'Inghilterra che, tra l'altro, non vinceva in Galles dal 1895. Dalla fine del 1914 la Grande Guerra provocò la sospensione di qualsiasi attività sportiva per tutta la sua durata.

### Dal 1920 al 1968

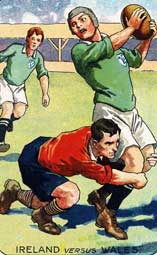
Partita tra e Galles in un'immagine degli anni venti

La ripresa delle attività sportive dopo la Grande Guerra vide l'inizio di un periodo di declino nel rugby gallese. Gli anni venti furono i peggiori, in quanto le opache prestazioni della nazionale sembravano rispecchiare il difficile momento dell'economia, con la recessione industriale particolarmente dura nel sud del Galles. Delle 42 partite giocate, infatti, la nazionale ne vinse solo 17 e ne pareggiò altre 3. La depressione economica spinse inoltre circa mezzo milione di persone a emigrare per andare a cercare lavoro altrove: tra di esse, numerosi giocatori di rugby XV, che passarono al rugby XIII in ragione della natura professionistica di quest'ultimo. Tra il 1923 e il 1928 il Galles ottenne solo 7 vittorie, 5 delle quali contro la Francia che, tuttavia, riuscì nel 1928 anche a centrare la prima vittoria contro i gallesi. Intorno a metà decennio vi furono inoltre problemi nella selezione dei giocatori: nel 1924, per esempio, vennero convocati 35 differenti atleti per quattro partite, ognuna giocata con un differente capitano. Solo un giocatore, Charlie Pugh, fu presente in tutti e quattro i match.

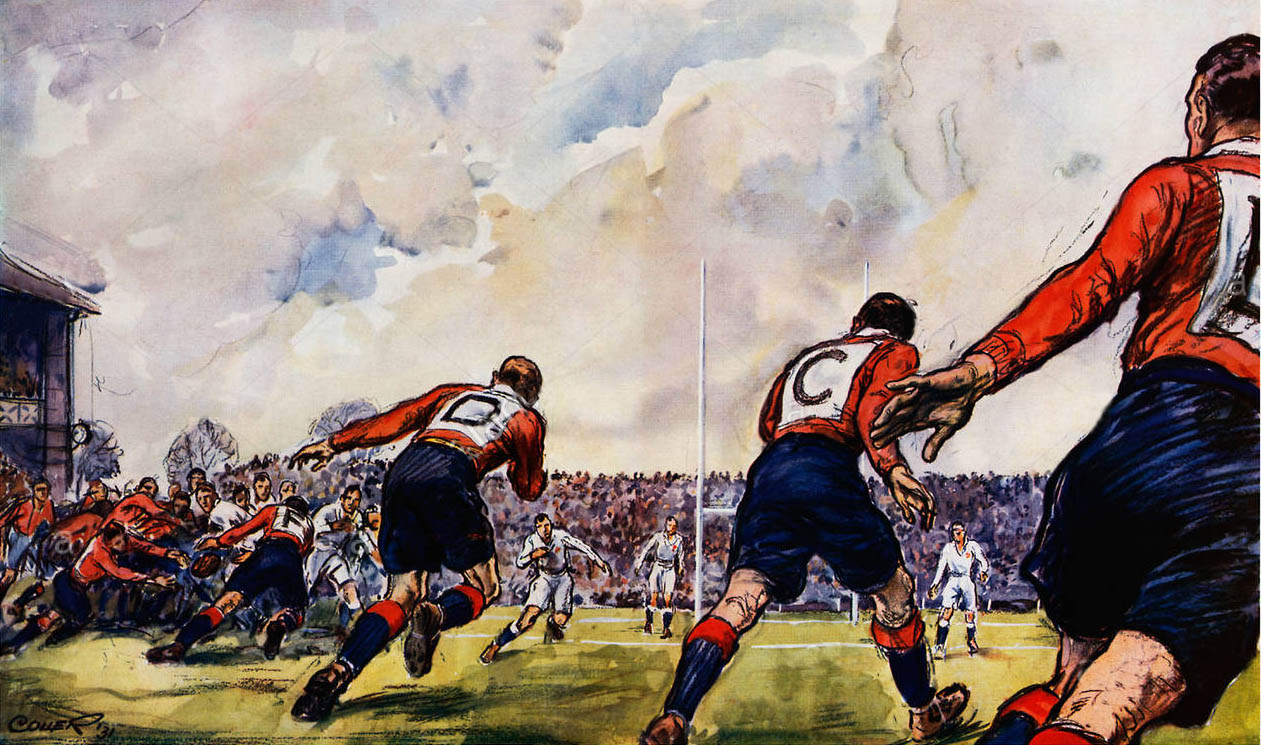
- Galles a Twickenham nel 1931

Le migliorate condizioni economiche degli anni 1930 ebbero un positivo riflesso anche sullo sport gallese: la Nazionale vinse il Cinque Nazioni 1931, il primo dopo 9 anni e, per la prima volta nel dopoguerra, riuscì a schierare lo stesso XV per due incontri consecutivi, contro Inghilterra e Scozia. Nel 1933 la squadra, capitanata da Watcyn Thomas, conquistò a Twickenham la sua prima vittoria esterna contro gli inglesi. Il 21 dicembre 1935 i Dragoni riuscirono a battere gli All Blacks per 13 a 12 al termine di un incontro che vide l'esordio di Haydn Tanner, che fu capitano del Galles tra il primo e il secondo dopoguerra e internazionale fino al 1949. Nonostante la soppressione del Cinque Nazioni nel periodo bellico, il Galles disputò nel 1940 a Cardiff contro gli inglesi un match di beneficenza a sostegno della Croce Rossa. L'Inghilterra vinse 18-9.
Subito dopo la fine della guerra (1946) il Galles affrontò una selezione dell'esercito neozelandese, perdendo 11 a 3. La prima edizione del Cinque Nazioni del dopoguerra, quella del 1947, fu vinta da gallesi e inglesi a pari merito. A dispetto della prima sconfitta interna subita dalla Francia nell'edizione 1948, due anni dopo il Galles era di nuovo competitivo, e realizzò il Grande Slam nel Cinque Nazioni 1950, il primo dal 1911. L'anno successivo, non bastò il dominio territoriale e nelle touche contro i sudafricani in tour per evitare la sconfitta per 3-6, comunque, nel 1952 giunse un nuovo Grande Slam e nel 1953 un 13-8 sugli All Blacks. Nel 1954 il St. Helen's di Swansea, che dal 1885 ospitava il Galles, fu teatro dell'ultimo incontro internazionale e il Cardiff Arms Park fu eletto a stadio casalingo dei Dragoni. Il Galles vinse anche l'edizione 1956, l'ultima per i successivi otto anni: si dovette attendere fino al 1964 per vedere la squadra primeggiare nel torneo, sebbene a pari merito della Scozia, e un ulteriore anno per vederla vincerlo da sola.
Il primo tour della Nazionale gallese fu nel 1964 e si svolse prevalentemente in Sudafrica, anche se vi fu un incontro disputato in Kenya, a Nairobi, contro una selezione dell'Africa Orientale. Nel corso di tale tour la squadra perse l'unico test match ufficiale della spedizione, a Durban contro gli Springboks per 3-24, che rappresentò il peggior passivo degli ultimi 40 anni. All'assemblea generale della Welsh Rugby Union di quell'anno il presidente uscente, D. Ewart Davies, dichiarò che «risulta evidente, in base all'esperienza del tour sudafricano, che in Galles ci vuole un atteggiamento più propositivo verso il gioco… I giocatori devono essere preparati a imparare, anzi a reimparare, fino alla loro assoluta padronanza, i fondamentali del rugby». Ciò diede il via alla rivoluzione degli allenatori: fu istituito il WRU Coaching Committee, organo a cui fu demandato il compito di incrementare la qualità dell'allenamento; nel gennaio 1967 Ray Williams fu nominato Coaching Organiser. Il primo allenatore della nazionale fu David Nash, ingaggiato nel 1967 con un contratto per una stagione, il quale tuttavia si dimise quando la federazione non gli diede il permesso di seguire il Galles nel tour del 1968 in Argentina. Alla fine la federazione tornò sulla sua decisione e scelse Clive Rowlands come tecnico durante il tour, nel corso del quale la squadra disputò 6 incontri con 3 vittorie, 2 pareggi e una sconfitta.

### La seconda “epoca d'oro” (1969-1982)
Il secondo grande periodo di successo della nazionale gallese vide l'alba nel 1969: nel Cinque Nazioni di quell'anno, la squadra batté l'Inghilterra, vincendo il torneo con il Triple Crown. Fu anche l'anno del primo tour gallese in Nuova Zelanda, che si concluse con due sconfitte contro gli All Blacks in altrettanti test match, la prima 0-19, la seconda 12-33.
Nell'anno successivo, il 1970, giunse un altro Cinque Nazioni, a pari merito con la Francia, e successivamente quello che fu, fino al 1999, il miglior risultato contro il Sudafrica, un pareggio a Cardiff per 6-6. Nel 1971 il Galles ottenne il suo primo Grande Slam dal 1952; utilizzando solo 16 giocatori in quattro partite, la Nazionale schierata in quell'edizione del Cinque Nazioni è considerata una delle più forti di sempre nella storia gallese. La vittoria più famosa di tale edizione del torneo può essere considerata quella contro la Scozia: il flanker John Taylor trasformò tra i pali la meta realizzata all'ultimo minuto da Gerald Davies, con la quale il Galles aveva ridotto lo svantaggio dagli scozzesi a un solo punto (17-18); grazie alla trasformazione, realizzata dalla linea laterale, il Galles vinse 19-18 e la stampa, giocando sul termine “trasformazione” (in inglese conversion) scrisse che quella di Taylor fu «la migliore conversione dai tempi di San Paolo». Fu lo stesso Galles a fornire il maggior numero di giocatori al tour di quell’anno dei British Lions in Nuova Zelanda; quella selezione così composta fu l'unica a vincere due test match nello stesso tour contro gli All Blacks.
Nel corso del Cinque nazioni del 1972 il Galles e la Scozia, nel periodo di massima tensione del conflitto nordirlandese, si rifiutarono di andare in trasferta a Dublino, avendo anche ricevuto supposte minacce dall'IRA. Il torneo rimase incompleto, con Galles e Irlanda imbattuti. L'anno successivo si ebbe, caso unico nella storia del torneo, una vittoria condivisa tra le cinque nazionali, ciascuna avente al suo score due vittorie, gli incontri interni, e due sconfitte, quelli esterni. Ancora nel 1973 il Galles riuscì a sconfiggere i Wallabies per 24-0.
Il biennio 1975-1976 vide due ulteriori vittorie finali nel Cinque Nazioni, la seconda delle quali con il Grande Slam, quest'ultimo ottenuto, come nel 1971, utilizzando solo 16 giocatori. La vittoria nel 1978 fece anche diventare il Galles la prima Home Nation a realizzare il Triple Crown per tre edizioni di seguito. A quella vittoria coincise anche l'abbandono dell'attività di due figure storiche del rugby nazionale, Phil Bennett e Gareth Edwards.
Più tardi quello stesso anno il Galles affrontò in casa gli All Blacks, venendo sconfitto per 12-13 a seguito della realizzazione di un calcio piazzato neozelandese molto discusso di Brian McKechnie: infatti, il seconda linea oceanico Andy Haden si era tuffato al di fuori della linea laterale nel tentativo di guadagnare la punizione. Quindici anni dopo, nel 1989, prima di un altro match Galles-Nuova Zelanda, lo stesso Haden ammise che lui e Frank Oliver avevano escogitato questa tattica, da usarsi nel caso la Nuova Zelanda si fosse trovata in difficoltà, come in effetti stava avvenendo. Nonostante le immagini mostrino l'intenzionalità del gesto (tanto che l'arbitro Roger Quittenton fu duramente criticato dalla stampa per non essersene accorto), l'unico giornalista a parlarne al tempo fu Clem Thomas. La visibilità non era ottima ma Quittenton più tardi dichiarò di aver dato la punizione avendo veramente visto Geoff Wheel saltare sopra la spalla di Frank Oliver. Più tardi lo stesso Haden ammise di essere stato stupito e felice che il suo stratagemma avesse funzionato. Con tale vittoria gli All Blacks si garantirono il primo Grande Slam della storia in tour britannici.
Il Galles vinse ancora il Cinque Nazioni e la Triple Crown nel 1979 e, nel 1980, celebrò il centenario della fondazione della Welsh Rugby Union affrontando gli All Blacks a Cardiff ma perdendo 3-23, con zero mete contro le quattro degli ospiti.

### Anni difficili (1983-1999)
Tra il 1983 e il 1984 il Galles vinse quattro incontri, due per edizione, del Cinque Nazioni; a cavallo di tali eventi, una stentata vittoria per 29-24 a Cardiff sul Giappone nel 1983 e una sconfitta interna per 9-28 contro l'Australia nel 1984, che all'epoca fissò il record negativo di punti subìti a Cardiff; nell'occasione il Galles seguì la stessa sorte delle altre tre squadre britanniche, che persero contro i Wallabies e permisero loro di conquistare il Grande Slam in un tour.
Il 1987 vide la nascita della Coppa del Mondo di rugby, la cui prima edizione fu ospitata tra maggio e giugno di quell'anno congiuntamente da Australia e Nuova Zelanda. All'epoca il Galles era nel novero delle nazioni più forti e rispettate, e in effetti la squadra si comportò bene, arrivando fino alla semifinale dopo aver sconfitto nei quarti l'Inghilterra; cedette solo agli All Blacks padroni di casa per 6-49, ma vinse la finale del terzo posto contro l'Australia. Quello dell'edizione d'esordio è tuttora il miglior risultato di sempre dei gallesi alla Coppa del Mondo: da allora un quarto posto, due eliminazioni ai quarti di finale e tre addirittura al primo turno. Nel 1988 la squadra riconquistò, dopo 9 edizioni del Cinque Nazioni, la Triple Crown, ma il tour in Nuova Zelanda nel prosieguo d'anno, risoltosi in due pesanti sconfitte in altrettanti test match contro gli All Blacks, fu il chiaro segnale che la carriera di molti giocatori che avevano fino ad allora sorretto la squadra stava oramai per giungere al capolinea.
Il Cinque Nazioni 1990 del Galles si risolse nel primo whitewash della sua storia; in quello del 1991 tale umiliazione fu evitata solo grazie a un pareggio interno contro l'Irlanda, ma la successiva Coppa del Mondo in Inghilterra fu la cartina di tornasole del momento negativo della Nazionale: nel primo turno, la vittoria contro l'Argentina fu inutile ai fini della qualificazione ai quarti, compromessa dalla sconfitta in apertura di torneo contro Samoa più che da quella ben più pesante, ma preventivabile, contro l'Australia nell'ultimo incontro del girone.
Tra il 1993 e il 1994 il Galles vinse solo tre incontri su otto impegni complessivi del Cinque Nazioni, e nel 1994 tornò alla vittoria nel torneo, sia pure per differenza punti nei confronti dell'Inghilterra giunta a pari merito; dopo la seconda eliminazione consecutiva al primo turno in occasione della Coppa del Mondo di rugby 1995 il C.T. Alex Evans fu sostituito da Kevin Bowring, che diventò così il primo allenatore professionista della nazionale gallese.
Bowring si dimise nel 1998, dopo un rovinoso rovescio casalingo per 0-51 contro la Francia nell'ultima giornata del Cinque Nazioni: dopo un brevissimo interregno di Dennis John, sulla panchina gallese fu chiamato Graham Henry. Il passaggio al professionismo, nel frattempo autorizzato dall'International Rugby Board, richiamò molti giocatori nel frattempo passati al rugby XIII, e questo ebbe un ruolo non indifferente nel miglioramento delle prestazioni della squadra: Henry guidò il Galles a 10 vittorie consecutive e per questo fu soprannominato dai media gallesi The Great Redeemer (il grande redentore). Il capolavoro di quella nazionale fu la vittoria "casalinga" contro l'Inghilterra nel 1999: la partita, giocata insolitamente allo stadio londinese di Wembley a causa dei lavori per il rifacimento del Millennium Stadium, fu vinta in modo epico per 32-31 e "regalò" il successo nel Cinque Nazioni alla Scozia, che contemporaneamente vinse a sorpresa in casa della Francia e superò così proprio l'Inghilterra in vetta alla classifica.
Nel 1999 il Galles ospitò la Coppa del Mondo in cui riuscì a superare la prima fase, prima volta dal 1987. Nei quarti fu comunque battuto 9 a 24 dall'Australia, che poi vinse il torneo.

### Il nuovo millennio
Il nuovo millennio si aprì con le sconfitte contro Argentina e Irlanda nel 2001 e 2002, che portarono alle dimissioni di Henry nel febbraio 2002. Gli subentrò il suo assistente, Steve Hansen, anch'egli neozelandese. Ulteriori sconfitte portarono nel 2003 a una grande trasformazione nel rugby gallese, in quanto la federazione decise di dare inizio alla cosiddetta regional era, ovvero l'istituzione di quattro grandi squadre professionistiche espressione ciascuna di un'area del Paese (Cardiff, Newport, Llanelli e Swansea), a competere in una Lega interbritannica, la Celtic League, campionato tra club gallesi, scozzesi e irlandesi.
Nella Coppa del Mondo di rugby 2003 in Australia il Galles riuscì di nuovo a qualificarsi per i quarti nonostante la sconfitta nel girone eliminatorio contro la Nuova Zelanda per 37-53, incontro che vide comunque i Dragoni segnar 4 mete agli All Blacks. La corsa del Galles si fermò tuttavia di nuovo ai quarti, a opera dei futuri campioni dell'Inghilterra.
Nel 2005, allenato da Mike Ruddock, il Galles vinse il suo primo Sei Nazioni, conseguendo anche il Grande Slam: importante fu la prima partita, una vittoria 11-9 sull'Inghilterra a Cardiff, ottenuta grazie a un piazzato dalla lunga distanza messo a segno da Gavin Henson nei minuti finali. Anche contro la Francia i gallesi vinsero in rimonta, dopo essere stati sotto 6-15 all'intervallo. L'ultimo incontro vide un Millennium Stadium gremito ad attendere la vittoria contro l'Irlanda, che giunse per 32-20: per la prima volta dal Cinque Nazioni 1994 il Galles vinse il torneo, e per la prima volta da quello del 1978 realizzò il Grande Slam. Più tardi quello stesso anno il Galles rimediò un 3-41 interno dagli All Blacks, per quella che a tutt'oggi è la peggior sconfitta casalinga. A ciò fecero seguito la vittoria per un solo punto contro Figi, una sconfitta contro il Sudafrica e infine una vittoria contro l'Australia.
Il 14 febbraio 2006, a metà del Sei Nazioni, Mike Ruddock si dimise da allenatore del Galles per ragioni familiari. A Ruddock subentrò Scott Johnson che tenne l'interim per le rimanenti partite, chiudendo al penultimo posto con una vittoria e un pareggio, quest'ultimo imposto a Cardiff dall'Italia, la quale prima di quel risultato non aveva mai realizzato punti esterni. Il 27 aprile Gareth Jenkins venne poi designato nuovo allenatore.
Il 10 maggio 2007 Galles e Australia decisero di celebrare 100 anni di test match tra le due nazionali istituendo il James Bevan Trophy. Il trofeo prende il nome dal primo capitano del Galles, australiano di nascita.
Inserita, nella Coppa del Mondo di rugby 2007, in un girone che la vedeva opposta a Giappone, Canada, Australia e Figi, la Nazionale gallese sconfisse le prime due, rispettando il pronostico che la voleva favorita, e perse contro l'Australia con un accettabile 20-32; ma fu contro Figi, nell'ultimo incontro del girone, che il Galles compromise tutto il lavoro fatto, perdendo 34-38 e rimanendo escluso dai quarti di finale del torneo. All'eliminazione fece seguito il licenziamento di Gareth Jenkins. L'8 ottobre 2007 dello stesso anno la WRU e la South African Rugby Union hanno creato il Prince William Trophy per commemorare i cent'anni di test match tra Galles e Sudafrica.
Del 9 novembre 2007 è il conferimento dell'incarico di tecnico della Nazionale al neozelandese ed ex giocatore degli All Blacks Warren Gatland, già vincitore della Air New Zealand Cup 2006 alla guida del Waikato. Gatland è in carica effettiva dal 1º dicembre successivo.
Il più recente appuntamento internazionale del Galles è stato il Sei Nazioni 2008, vinto con il Grande Slam: particolarmente significativo l'incontro d'apertura, vinto il 2 febbraio a Twickenham contro l'Inghilterra: era dal Cinque Nazioni 1988, infatti, che il Galles non batteva gli inglesi in casa loro. A tale vittoria hanno fatto seguito un +15 sulla Scozia (30-15) e un +39 sull'Italia, la vittoria più larga contro gli azzurri nel Sei Nazioni, che eguaglia come scarto il 60-21 ottenuto a Treviso in un test match nel 1999. La vittoria 16-12 contro l'Irlanda ha assicurato ai gallesi il Triple Crown e, infine, quella del Millennium Stadium contro la Francia per 29-12 ha dato ai Dragoni vittoria finale e Grande Slam. In particolare, quest'ultimo incontro ha visto anche la quarantunesima meta di Shane Williams, che ha superato Gareth Thomas in testa alla classifica dei giocatori gallesi con più mete in nazionale.

### Gestione Pivac (2019-2022)
Nel luglio 2018, è stato annunciato che l'allora allenatore degli Scarlets Wayne Pivac sarebbe succeduto a Gatland come allenatore del Galles dopo la Coppa del mondo di rugby 2019. La prima partita di Pivac in carica è stata una partita contro l'allenatore della squadra dei Barbarians del Gatland nel novembre 2019. Nonostante abbia vinto la prima partita in nazionale di Pivac nel Sei Nazioni 2020 contro l'Italia, il Galles ha registrato solo altre due vittorie durante tutto l'anno, finendo quinto sia nel Sei Nazioni che nella Coppa delle Nazioni d'autunno. Il 2021 ha visto alti e bassi. Il Galles ha vinto il quarto titolo delle Sei Nazioni degli ultimi dieci anni, anche se non è riuscito a vincere il Grande Slam alla morte dell'ultima partita contro la Francia a Parigi. Hanno affrontato l'Argentina in una serie di test di due partite, in cui hanno pareggiato la partita di apertura e il Galles ha perso nella seconda partita 33–11. Quell'autunno, il Galles aprì con sconfitte contro Nuova Zelanda e Sud Africa prima di battere Fiji e Australia.
Il Galles è crollato al quinto posto nel Campionato Sei Nazioni 2022, l’unica vittoria è arrivata in casa contro la Scozia. Nell'ultima settimana del torneo, il Galles ha perso contro l'Italia 22–21, la prima sconfitta interna in assoluto contro gli italiani.

### Ritorno di Gatland e momento buio della nazionale (2022-2025)
Il 5 dicembre 2022, Warren Gatland è stato riconfermato capo allenatore, a seguito di una revisione di Wayne Pivac e della sua prestazione nella Autumn Nations Series del 2022. Il contratto vedrà Gatland come capo allenatore fino alla fine della Coppa del mondo di rugby del 2023, con la possibilità di estenderlo per altri quattro anni, fino alla Coppa del mondo di rugby del 2027. La squadra iniziale di allenatori di Gatland comprendeva Alex King come allenatore d'attacco, Mike Forshaw come allenatore della difesa, Jonathan Humphreys come allenatore degli attaccanti e Neil Jenkins come allenatore delle abilità. Jonathan Thomas è stato aggiunto come allenatore delle abilità dell'area di contatto.
Nel novembre 2024, hanno perso 24-19 contro le Fiji nella Autumn Nations Series. Questa è stata la loro decima sconfitta consecutiva, eguagliando il record stabilito dall'allenatore Steve Hansen dal 2002 al 2003. Era anche la prima volta che il Galles perdeva contro le Fiji al Millenium Stadium. Una settimana dopo, hanno perso 52–20 contro l'Australia al Millennium Stadium, l'undicesima sconfitta consecutiva record.
Nel corso del Sei Nazioni del 2025, sono scesi al 12º posto nella classifica mondiale, sotto la futura Georgia, dopo la seconda sconfitta contro l'Italia in anni consecutivi e la prima sconfitta a Roma dal torneo del 2007. Questa è stata anche la loro 14ª sconfitta consecutiva record in tutte le competizioni e l'ottava sconfitta consecutiva nelle partite del Sei Nazioni.

## Colori e simboli

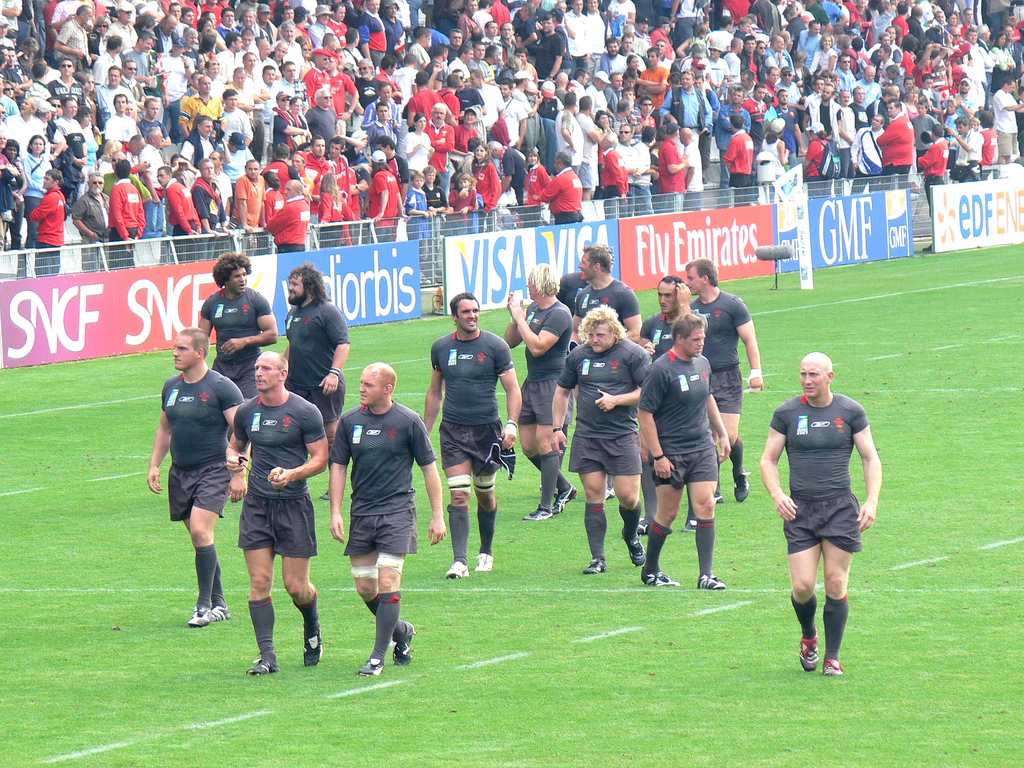
Giocatori gallesi con la seconda tenuta

Il Galles gioca con casacche rosse, pantaloncini bianchi e calze rosse. La seconda divisa è completamente grigio acciaio. Fino al 2008 le uniformi sono prodotte dalla Reebok e sponsorizzate dalla birreria di Cardiff SA Brain. 

Il simbolo del Principe del Galles

A causa del divieto vigente in Francia di pubblicizzare alcolici durante eventi sportivi, in occasione di incontri in quel Paese il logo “Brains” fu rimpiazzato da “Brawn” nel Sei Nazioni 2005 e “Brawn Again” nel Sei Nazioni 2007. Dal 2020 il fornitore è Macron (dopo 12 anni di Under Armour) mentre dal 2021 lo sponsor di maglia è Cazoo (noleggio di auto on-line). Il logo dello sponsor non è esponibile durante la Coppa del Mondo.
Il simbolo della nazionale gallese sono le piume del Principe del Galles. Tale emblema fu scelto nel XIX secolo dalla Welsh Rugby Union che lo preferì a un altro simbolo tipico della nazione, il porro, per testimoniare la fedeltà al Regno Unito.
Nel 1991, per permettere la registrazione del logo, il motivo originale fu sostituito da una versione più stilizzata. Il motto sotto le piume era Ich dien (tedesco “Io servo”), ma fu sostituito dall'acronimo WRU nella nuova versione.
Il Galles indossò uniformi nere durante la celebrazione dei 125 anni della WRU nel 2005. Esse furono utilizzate anche nelle partite contro Figi e Australia di quell'anno. In particolare, la sfida contro gli australiani fu la prima volta in cui il Galles non usò le maglie rosse contro uno dei propri rivali tradizionali.

## Il rugby in Galles
Il rugby XV e la nazionale hanno un ruolo importante nella cultura e nella società gallese. Lo storico dello sport John Bale afferma che «il rugby è tipicamente gallese» e David Andrews scrive che «per la coscienza popolare, il rugby è gallese quanto le miniere di carbone, i cori maschili, How Green Was My Valley, Dylan Thomas e Tom Jones» La prima epoca d'oro del rugby gallese (1900-1911) coincise col momento di massimo splendore della nazione nel XX secolo e tale sport fu importante nella costruzione della moderna identità del Galles.
La stagione 2004/2005 segnò il record di spettatori per le partite della nazionale. Durante il Sei Nazioni 2005, 40.000 gallesi si recarono a Edimburgo per seguire la partita contro la Scozia. Il record di affluenza fu poi superato l'anno successivo, quando più di 500.000 persone in totale seguirono i sette incontri interni del Galles. Il nuovo Millennium Stadium, con i suoi 74.500 posti, è abitualmente esaurito per le partite della Nazionale.

## Stadi

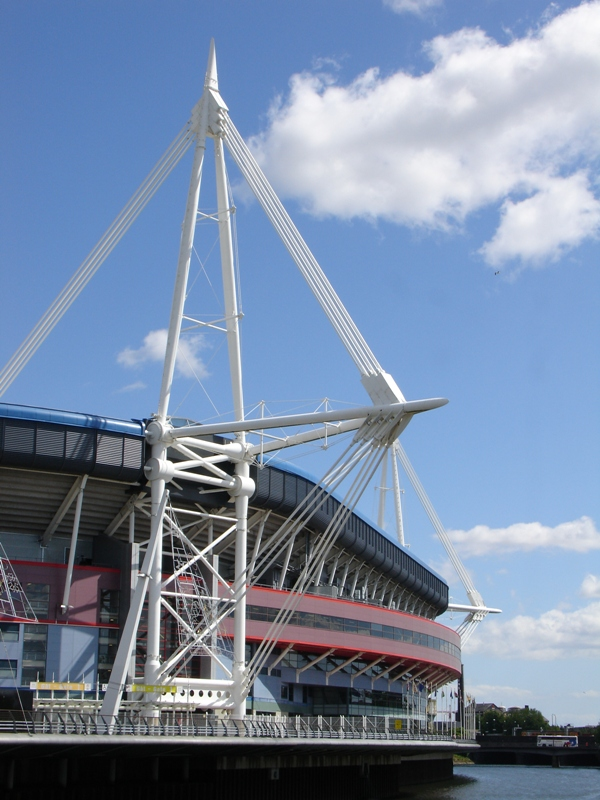
Il Millennium Stadium a Cardiff, dove il Galles disputa gli incontri interni

Il primo incontro interno del Galles contro una rappresentativa internazionale si tenne al St. Helen's di Swansea. Tale stadio continuò a essere utilizzato fino al 1954, quando fu deciso che il terreno di gioco principale sarebbe stato da allora in avanti il Cardiff Arms Park. La più vecchia tribuna dell'Arms Park risale al 1881, e nel decennio successivo la sua capacità fu più volte aumentata; gli spettatori continuavano tuttavia ad aumentare e nel 1902 la partita tra Galles e Scozia fu seguita addirittura da 40.000 spettatori, cifra che rappresentava il record mondiale al tempo.
Nel 1911 i proprietari dell'Arms Park, i marchesi di Bute, confermarono che la Nazionale poteva usare il terreno e, durante gli anni venti e trenta, il Galles si assicurò un controllo sempre maggiore sulla gestione dello stadio. Durante la stagione 1933/34 fu costruita una nuova tribuna, che portò la capacità dell'impianto a 56.000 spettatori. Nel 1958 la WRU concluse che un nuovo stadio era necessario, in quanto l'Arms Park era continuamente colpito da inondazioni; negli anni sessanta, dopo vari dibattiti e dispute tra la federazione e altri organi, si decise di costruire un nuovo stadio per la Nazionale, che avrebbe avuto al proprio interno un campo di gioco anche per il Cardiff. Il New National Stadium, come era conosciuto, fu aperto nel 1970.
Attualmente la nazionale di rugby, così come quella di calcio, disputa le proprie partite interne al Millennium Stadium di Cardiff. L'impianto può ospitare fino a 74.500 spettatori, che ne fanno il più grande impianto del Galles e il quarto del Regno Unito in ordine di capienza, dopo il nuovo Wembley (Londra), Twickenham (Londra) e Old Trafford (Manchester).
Il Millennium Stadium fu ideato nel 1994, quando fu creata una commissione per la riqualificazione dell'area: fu deciso di costruire un nuovo stadio nazionale in luogo dell'Arms Park dopo che quest'ultimo fu trovato non in regola con le nuove norme di sicurezza per gli impianti nel Regno Unito, che tra l'altro prescrivevano che tutti i posti dovessero essere a sedere. La costruzione del Millennium Stadium iniziò nel settembre 1997 e fu completata nel giugno 1999, in tempo per l'imminente Coppa del Mondo. Il nuovo stadio costò alla WRU 126 milioni di sterline, reperite tra investitori privati, fondi pubblici della Lotteria Nazionale (46 milioni) e prestiti, anche da parte di tifosi.
Durante la costruzione dello stadio di Wembley, il Millennium Stadium ospitò anche diverse competizioni calcistiche inglesi, come diverse edizioni delle finali di Coppa d’Inghilterra e Coppa di Lega; tornando al rugby, lo stadio ha ospitato a tutt'oggi tre finali della Coppa d'Europa, la Heineken Cup, nel 2002, nel 2006 e, più recentemente, il 24 maggio 2008.

## Statistiche

### Sei Nazioni
L'unico torneo annuale a cui partecipa il Galles è il Sei Nazioni, disputato contro altre cinque nazionali europee: Inghilterra, Francia, Irlanda, Italia e Scozia. La prima edizione del torneo si tenne nel 1883 tra le quattro Home Nations del Regno Unito e per lungo tempo fu nota come Home Nations Championship. Il Galles vinse il torneo per la prima volta nel 1893, conquistando anche la Triple Crown. In totale la nazionale gallese ha vinto 39 edizioni del torneo con tutte le sue denominazioni (Home Championship, Cinque e oggi Sei Nazioni), delle quali 11 a pari merito. Il più lungo lasso di tempo tra due vittorie è di 11 anni (1994 - 2005). Il primo Grande Slam gallese fu nel Cinque Nazioni 1911; nel 2005 giunse anche il primo Slam del Sei Nazioni.
Nel 2024 il Galles ha ricevuto il suo primo cucchiaio di legno dopo 21 anni.
Nella sezione Palmarès sono riportati nel dettaglio gli anni delle vittorie.

### Coppa del Mondo
Fin dalla sua prima edizione del 1987 il Galles è sempre stato presente alla Coppa del Mondo di rugby. Fu, anzi, proprio l'edizione inaugurale quella che vide la miglior prestazione di sempre dei gallesi in tale torneo. I Dragoni infatti vinsero le tre partite del girone eliminatorio e i quarti di finale contro gli inglesi prima di essere battuti in semifinale dagli All Blacks. Nella finale per il terzo posto affrontarono e batterono 22-21 l'Australia.
Nelle due edizioni successive (1991 in Inghilterra e 1995 in Sudafrica) il Galles non riuscì a qualificarsi per i quarti, vincendo in ciascuna di esse una sola partita nella prima fase a gironi. Sia nel 1999 in casa propria che nel 2003 in Australia la squadra raggiunse i quarti di finale, venendo eliminata da coloro che si affermarono vincitori: nel 1999 uscì a opera dei futuri campioni dell'Australia, mentre nel 2003 l'eliminazione occorse a opera dell'Inghilterra. Nell'edizione del 2007 in Francia il Galles fallì il passaggio del turno, soprattutto a causa della sconfitta nell'ultima partita del girone contro Figi, che proprio grazie a quella vittoria si qualificò ai quarti di finale.

### Generali

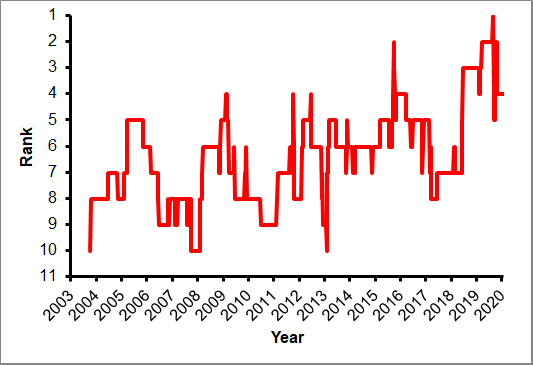
Il ranking mondiale del Galles dal 10 ottobre 2003 all'11 giugno 2012

Il Galles, al 15 marzo 2008, ha disputato 591 incontri, vincendone 307. Le avversarie affrontate il maggior numero di volte sono le rappresentative britanniche, nell'ordine Inghilterra, Scozia e Irlanda. Per il dettaglio dei risultati contro le nazionali avversarie si rimanda alla pagina apposita.
Quando l'IRB introdusse il ranking mondiale nell'ottobre 2003, il Galles fu posizionato all'ottavo posto. Nel giugno 2004 salì in settima posizione, per poi tornare all'ottava nel novembre dello stesso anno. Durante il Sei Nazioni 2005, vinto con il Grande Slam, la nazionale ebbe la sua miglior posizione nel ranking, quinta. Nel giugno 2006 scese al nono posto e, dopo la Coppa del Mondo di rugby 2007, decima. A seguito del Grande Slam nel Sei Nazioni 2008 è risalita fino alla sesta posizione.

### Record individuali
Il mediano d'apertura Neil Jenkins fu il primo a superare i 1.000 punti internazionali. Fino all'8 marzo 2008 detenne il record assoluto di punti segnati in test match ufficiali, 1 049 con la Nazionale gallese e 41 con i British Lions, per un totale di 1.090. Tale record complessivo è da tale data appannaggio dell'inglese Jonny Wilkinson (1.099, di cui 1.032 con la Nazionale e 67 con i British Lions). A Jenkins rimane tuttora il record di punti internazionali segnati con la maglia del Galles, appunto 1.049. Suo è anche il record di calci piazzati messi a segno (248) a livello internazionale e di punti segnati in una singola partita del Galles (30).
Il giocatore gallese con più presenze in nazionale è Alun Wyn Jones (143). Il record nazionale di mete segnate in test match è 58 di Shane Williams. Colin Charvis detiene invece il record nazionale di mete segnate da un avanti, 22. Il record per il maggior numero di partite consecutive con la nazionale è di Gareth Edwards, 53 tra il 1967 e il 1978.
- Maggior numero di mete segnate: Shane Williams (58)[106]
- Maggior numero di punti realizzati: Neil Jenkins (1.049)[106]
- Maggior numero di presenze: Alun Wyn Jones (143)[106]

## Giocatori

### Squadra attuale
Quella che segue è la rosa di 34 giocatori convocata per il Sei Nazioni 2024 stilata da Warren Gatland.

### Giocatori celebri
Dieci giocatori gallesi sono stati ammessi nell'International Rugby Hall of Fame. Si tratta, in ordine di ammissione, di Gareth Edwards, Barry John, Cliff Morgan, JPR Williams, Gerald Davies, Carwyn James, Mervyn Davies, Phil Bennett, Gwyn Nicholls e Ieuan Evans. Il Galles è, per numero di giocatori ammessi, la seconda nazione dopo la Nuova Zelanda. Gareth Edwards fa inoltre parte dell'IRB Hall of Fame, istituita nel 2006.
Conosciuto come Il principe della tre-quarti, Gwyn Nicholls disputò 24 partite per il Galles come centro tra il 1896 e il 1906. Nella selezione delle Isole Britanniche del 1899 fu l'unico gallese, e fu la stella della Nazionale durante la prima epoca d'oro. Infatti non solo fu il capitano della squadra che vinse tre Triple Crown, ma trascinò anche la nazionale nella famosa vittoria contro gli All Blacks nel 1905. Il 26 dicembre 1949 gli fu ufficialmente intitolato un ingresso dell'Arms Park.
Nominato miglior giocatore gallese degli anni cinquanta dalla WRU, Cliff Morgan ha disputò 29 partite per il Galles e quattro per i British Lions tra il 1951 e il 1958; Morgan, il cui ruolo era mediano d'apertura, è descritto come un grande trascinatore di folle durante la sua carriera. Fece parte della Nazionale che conquistò il Grande Slam nel Cinque Nazioni 1952 e di quella che batté gli All Blacks nel 1953, ma è famoso soprattutto per essere stato il capitano dei British Lions in Sudafrica nel 1955.
Uno dei migliori amici di Morgan fu Carwyn James. Sebbene noto soprattutto per il suo record da allenatore, James giocò per il Galles in due test nel 1958. Successivamente allenò i British Lions durante la loro prima e unica serie di vittorie contro la Nuova Zelanda, nel 1971, con una squadra che comprendeva molti gallesi. Fu inoltre coach del Llanelli, club gallese, e dei Barbarians che sconfissero gli All Blacks nel 1973. Malgrado gli ottimi risultati non allenò comunque mai il Galles.
In occasione del match contro l'Australia del 3 dicembre 1966 due futuri membri della Rugby Hall of Fame esordirono in Nazionale: Gerald Davies e Barry John. Davies giocò 46 partite per il Galles tra il 1966 e il 1978; sebbene inizialmente centro, fu spostato ad ala durante il tour del 1969 in Nuova Zelanda e Australia e realizzò in totale 20 mete internazionali per il Galles; fu inoltre convocato per il tour sudafricano del 1968 dei British Lions e, successivamente, anche per quello neozelandese del 1971.
Nonostante l'esordio avvenuto nel 1966, invece, Barry John non riuscì ad avere un posto fisso in squadra prima del 1968. Mediano d'apertura, John contribuì al Grande Slam gallese nel Cinque Nazioni 1971 e, nello stesso anno, anche alla prima e unica serie di vittorie contro gli All Blacks nel già citato tour neozelandese dei British Lions. Proprio in Nuova Zelanda si conquistò il soprannome The King (il re) e, nel 1972, lasciò lo sport per l'insostenibilità della pressione procuratagli dalla sua stessa fama.
Considerato da molti come il miglior giocatore di rugby di tutti i tempi, Gareth Edwards disputò 53 incontri consecutivi come mediano di mischia per il Galles tra il 1967 e il 1978. Prese inoltre parte al citato tour dei British Lions del 1971 in Nuova Zelanda e a quello in Sudafrica del 1974, dal quale la rappresentativa britannica tornò imbattuta. Edwards vinse sette tornei del Cinque Nazioni, di cui quattro con il Grande Slam e uno con la Triple Crown. È inoltre autore di quella che viene tuttora chiamata la meta per antonomasia, realizzata con la maglia dei Barbarians nel 1973 e giudicata la migliore della storia del rugby. Nel 2003 fu votato miglior rugbista di tutti i tempi al termine di un sondaggio indetto dalla rivista Rugby World, e nel 2006 fu insignito dell'onorificenza di Commendatore dell'Ordine dell'Impero Britannico (CBE); infine, dall'ottobre 2007 fa parte dell'IRB Hall of Fame.
Nel 1969 debuttarono in Nazionale Phil Bennett, Mervyn Davies e JPR Williams. Bennett scese in campo 29 volte per il Galles, inizialmente come estremo, poi, dopo il ritiro di Barry John, come mediano d'apertura. Prese parte inoltre a otto test con i British Lions dei quali fu capitano durante il tour neozelandese del 1977. Mervyn Davies, terza linea centro longilineo e scattante conosciuto come Merv the Swerve (swerve in inglese significa scarto, deviazione, e il soprannome era riferito al suo stile di corsa) disputò 38 partite consecutive per il Galles tra il 1969 e il 1976, perdendone solo otto. Dopo essere stato capitano nelle sue ultime nove apparizioni, Davies fu costretto al ritiro a causa di un'emorragia cerebrale. John Peter Rhys Williams, detto “JPR” vestì 55 volte la maglia gallese tra il 1969 e il 1981. In tale periodo vinse otto tornei del Cinque Nazioni con quattro Grandi Slam e due Triple Crown e fu cinque volte capitano nel 1979. Estremo, prese parte anche ai due citati tour dei British Lions del 1971 e del 1974; ritiratosi temporaneamente nel 1980, tornò per un breve periodo nel 1981, durante il quale giocò la sua ultima partita internazionale, contro la Scozia.
Più recentemente, Ieuan Evans militò nella Nazionale tra il 1987 e il 1998, totalizzando 72 presenze nel periodo a cavallo tra il dilettantismo e il professionismo del rugby XV. Schierato quasi sempre come ala, Evans vanta uno score di 33 mete internazionali per il Galles, che fu record fino al 2004 quando Gareth Thomas lo superò. Fu inoltre presente in tre tour dei British Lions, nel 1989, nel 1993 e nel 1997.
Di seguito sono riportati, divisi per zona di campo, i nomi di alcuni dei giocatori gallesi più celebri.

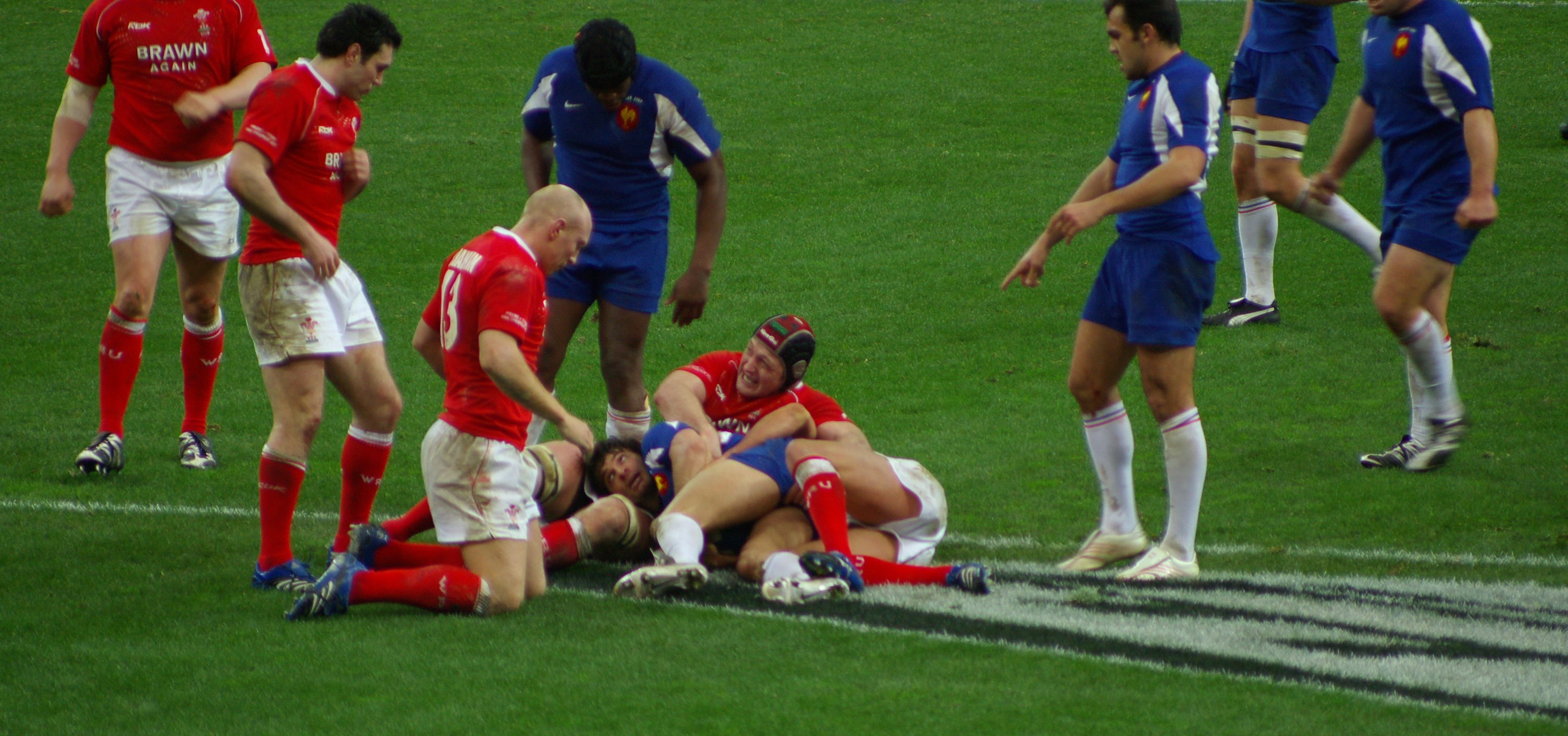
In primo piano Stephen Jones e Tom Shanklin in -Galles del torneo delle Sei Nazioni 2007

| Avanti | Mediani | Tre quarti |
| --- | --- | --- |
| - Colin Charvis - Garin Jenkins - Adam Jones - Ryan Jones - Gareth Llewellyn - David Lloyd - Allan Martin - Bryn Meredith - Dai Morris - Bob Norster - Michael Owen - Alun Pask - Brian Price - Graham Price - Derek Quinnell - Scott Quinnell - Jeff Squire - Rees Stephens - John Taylor - Martyn Williams - Dai Young | - Phil Bennett - Gareth Edwards - Barry John - Rob Howley - Neil Jenkins - Stephen Jones - Cliff Morgan - Dicky Owen - Haydn Tanner - William Trew | - Billy Bancroft - Dewi Bebb - Gerald Davies - Jonathan Davies - John Dawes - Ieuan Evans - Steve Fenwick - Reggie Gibbs - Arthur Gould - Iestyn Harris - James Hook - Ken Jones - Tom Shanklin - Gareth Thomas - Paul Thorburn - Bleddyn Williams - JPR Williams - Shane Williams |

## Allenatori
Nella tabella è riportato l'elenco cronologico degli allenatori della Nazionale gallese, fin dall'istituzione di tale ruolo.
| Nome           | Anni               | Partite | Vinte | Pareggiate | Perse | % vittorie |   |
| -------------- | ------------------ | ------- | ----- | ---------- | ----- | ---------- | - |
| David Nash     | 1967               | 5       | 1     | 1          | 3     | 20         |   |
| Clive Rowlands | 1968/74            | 29      | 18    | 4          | 7     | 62,1       |   |
| John Dawes     | 1974/79            | 24      | 18    | 0          | 6     | 75         |   |
| John Lloyd     | 1980/82            | 14      | 6     | 0          | 8     | 42,9       |   |
| John Bevan     | 1982/85            | 15      | 7     | 1          | 7     | 46,7       |   |
| Tony Gray      | 1985/88            | 18      | 9     | 0          | 9     | 50         |   |
| John Ryan      | 1988/90            | 9       | 2     | 0          | 7     | 22,2       |   |
| Ron Waldron    | 1990/91            | 10      | 2     | 1          | 7     | 20         |   |
| Alan Davies    | 1991/95            | 35      | 18    | 0          | 17    | 51,4       |   |
| Alex Evans     | 1995 (ad interinm) | 4       | 1     | 0          | 3     | 25         |   |
| Kevin Bowring  | 1995/98            | 29      | 15    | 0          | 14    | 51,7       |   |
| Dennis John    | 1998 (ad interim)  | 2       | 1     | 0          | 1     | 50         |   |
| Graham Henry   | 1998/2002          | 34      | 20    | 1          | 13    | 58,8       |   |
| Lynn Howells   | 2001 (ad interim)  | 2       | 2     | 0          | 0     | 100        |   |
| Steve Hansen   | 2002/04            | 29      | 10    | 0          | 19    | 34,5       |   |
| Mike Ruddock   | 2004/06            | 20      | 13    | 0          | 7     | 65         |   |
| Scott Johnson  | 2006 (ad interim)  | 3       | 0     | 1          | 2     | 0          |   |
| Gareth Jenkins | 2006/07            | 20      | 6     | 1          | 13    | 30         |   |
| Nigel Davies   | 2007 (ad interim)  | 1       | 0     | 0          | 1     | 0          |   |
| Warren Gatland | 2007-19, 2022-2025 | 133     | 73    | 2          | 58    | 55         |   |
| Wayne Pivac    | 2019-22            | 35      | 13    | 1          | 21    | 37,1       |   |
| Matt Sherratt  | 2025- (ad interim) | 3       | 1     | 0          | 4     | 20         |   |
| Steve Tandy    | Steve Tandy        | 2025–   | 0     | 0          | 0     | 0          | 0 |

## Palmarès
- Sei Nazioni: 39
Home Championship: 1893, 1900, 1902, 1905, 1906, 1908, 1909, 1932, 1936, 1939
Cinque Nazioni: 1911, 1920, 1922, 1931, 1947, 1950, 1952, 1954, 1955, 1956, 1964, 1965, 1966, 1969, 1970, 1971, 1973, 1975, 1976, 1978, 1979, 1988, 1994
Sei Nazioni: 2005, 2008, 2012, 2013, 2019, 2021